# Blutaparon vermiculare
A Blutaparon vermiculare é uma espécie de planta da família Amaranthaceae, amplamente distribuída em regiões tropicais e subtropicais. Essa planta desempenha um papel fundamental na preservação de ecossistemas costeiros e na estabilização de solos arenosos.

## Taxonomia e Classificação
A Blutaparon vermiculare pertence à família Amaranthaceae e está relacionada a outras plantas do gênero Blutaparon. Em algumas classificações, ela é considerada sinônimo de Gomphrena vermicularis.

## Morfologia
Essa planta apresenta folhas linear-obovadas a liguladas, com inflorescências cilíndricas e pequenas flores escariosas. Suas brácteas e bractéolas são desiguais, e as tépalas possuem nervuras pouco visíveis. O crescimento ocorre de forma rasteira, tornando-a uma excelente opção para estabilização de solos arenosos.

## Distribuição e Habitat
A Blutaparon vermiculare é encontrada principalmente em áreas litorâneas, como dunas e restingas, onde sua capacidade de adaptação a solos pobres e condições adversas a torna essencial para a manutenção da biodiversidade local. Além disso, pode ser observada em algumas áreas do cerrado, onde contribui para a cobertura vegetal.

## Importância Ecológica
A presença da Blutaparon vermiculare é crucial para a proteção de ecossistemas frágeis. Suas raízes ajudam na retenção de areia, prevenindo a erosão e garantindo a estabilidade do solo. Além disso, suas flores atraem polinizadores, fortalecendo a cadeia ecológica das regiões onde é encontrada.[carece de fontes?]

## Uso e Aplicações
Embora seja uma planta de crescimento espontâneo, a Blutaparon vermiculare também pode ser utilizada em projetos de recuperação ambiental, especialmente em áreas degradadas por ação humana. Sua resistência e capacidade de adaptação fazem dela uma excelente opção para a restauração de ecossistemas costeiros.[carece de fontes?]